# Шахворостов, Сергей Константинович
Сергей Константинович Шахворостов (род. 6 мая 1963 года) — советский и казахстанский спортсмен (хоккей на траве).

## Карьера
В 1981-84 годах выступал за андижанскую «Звезду».
В 1985-92 годах играл в алма-атинском «Динамо». Чемпион СССР 1985—1991 годов. Обладатель (1986, 1987) и финалист (1985, 1989, 1990) Кубка СССР.
В сборной СССР в 1988-90 годах провёл 16 игр. Участник Олимпиады — 1988.
С распадом СССР выехал в Самару, где до 1999 года выступал за армейский клуб. В 1995-97 года играл в Италии.